# NGC 1091
NGC 1091 ist eine Balken-Spiralgalaxie vom Hubble-Typ SBa im Sternbild Eridanus am Südsternhimmel. Sie ist schätzungsweise 392 Millionen Lichtjahre von der Milchstraße entfernt und hat einen Durchmesser von etwa 105.000 Lichtjahren. Wahrscheinlich bildet sie mit NGC 1092 ein gravitativ gebundenes Galaxienpaar. 
Im selben Himmelsareal befinden sich u. a. die Galaxien NGC 1098, NGC 1099, NGC 1100, NGC 1119.
Das Objekt wurde am 17. Oktober 1885 vom US-amerikanischen Astronomen Francis Preserved Leavenworth entdeckt.